# Залесе (Ґостинський повіт)
Залесе (пол. Zalesie, нім. Sahlau) — село в Польщі, у гміні Борек-Велькопольський Гостинського повіту Великопольського воєводства.
Населення — 562 особи (2011).
У 1975-1998 роках село належало до Лешненського воєводства.

## Демографія
Демографічна структура станом на 31 березня 2011 року:
|          | Загалом | Допрацездатний вік | Працездатний вік | Постпрацездатний вік |
| -------- | ------- | ------------------ | ---------------- | -------------------- |
| Чоловіки | 286     | 58                 | 204              | 24                   |
| Жінки    | 276     | 50                 | 161              | 65                   |
| Разом    | 562     | 108                | 365              | 89                   |